# La princesa cigne (pintura)
La princesa cigne (rus: Царевна-лебедь Tsarevna-lebed') és una pintura de Mikhaïl Vrúbel en 1900 i conservada en Galeria Tretyakov a Moscou, que represta un personatge epònim femení de l'òpera «El conte del tsar Saltán» de Nikolai Rimski-Kórsakov, basada en el poema homònim de Aleksandr Puxkin.

## Història
El estreno de la ópera que inspiró a Vrúbel tuvo lugar en la ópera privada de Savva Mámontov, el 21 de diciembre de 1900. Vrúbel creó los bocetos para los decorados y el vestuario, y fue su esposa Nadejda Zabela-Vrúbel quien cantó la partitura de La princesa cisne. Según sus contemporáneos: 
| «                 | Segons els seus contemporanis, la seva veu era “incomparable a qualsevol cosa, fins i tot, fins i tot, lleugera, tendrament semblant a una pipa i plena de colors o, més precisament, de matisos canviants d'un color en concret, extremadament expressiva, encara que fluint amb tota calma”... I quina mirada! Va ser possible, un cop vist aquesta criatura, no deixar-se seduir per la resta de la meva vida! Aquells ulls amples, un somriure captivadorament femení, un somriure acollidor perplex, un cos prim i flexible... (rus: По словам современников, голос у неё был „ни с чем не сравнимый, ровный-ровный, лёгкий, нежно-свирельный и полный красок или, точнее, сменяющихся переливов одной какой-то краски, предельно выразительный, хотя и совершенно спокойно льющийся“… И какой облик! Возможно ли было, раз увидев это существо, не обольститься им на всю жизнь! Эти широко расставленные глаза, пленительно-женственная, зазывно-недоумённая улыбка, тонкое и гибкое тело…) | » |
| — Mikhaïl Gnessin | |   |

Però no trobarem vincles directes entre els trets facials que apareixen en el llenç i els de Nadejda Zabela-Vrúbel en la fotografia presa durant l'actuació en l'òpera. Els rostres són completament diferents. El crític d'art Nikolai Prakhov (1873 — 1957) va trobar similituds en aquest aspecte del quadre amb la seva pròpia germana Elena Prakhova (1849 — 1927). És possible que Vrúbel representés a la princesa cigne barrejant els trets de la seva esposa i els de la seva filla Emilia (1849 — 1927) i després va escriure en el seu diari: «O potser també els d'una dona estimada».

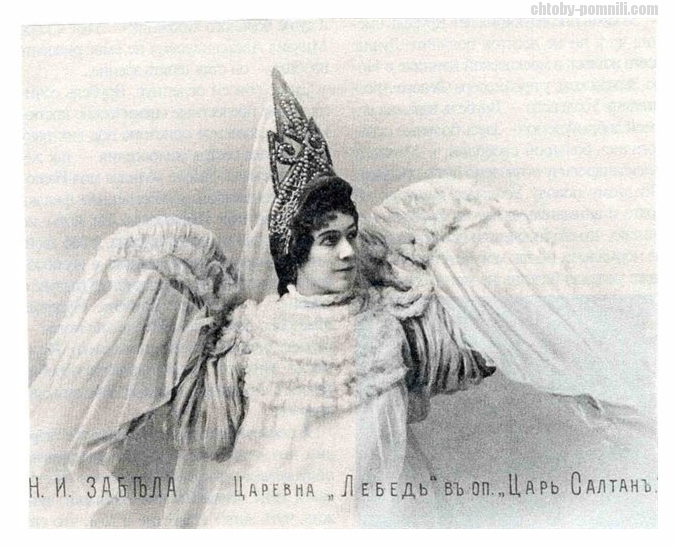
Nadejda Zabela-Vroubel vestida de princesa-cygne.

L'artista va pintar aquest quadre en la granja d'uns parents, relacionats amb la família de Nikolai Gay prop de l'estació de Pliski (ara granja Xevtxenko en província de Txerníhiv d'Ucraïna), durant l'estiu de 1900.
La pintura va entrar en la col·lecció de la Galeria Tretyakov a Moscou en 1910 a través d'un llegat de Mikhaïl Morozov. Figura en el llibre d'inventari d'aquest museu amb el número Ж-42 (J-42). Dos esbossos de la pintura es troben en el Museu Estatal Rus a Sant Petersburg.

## Descripció

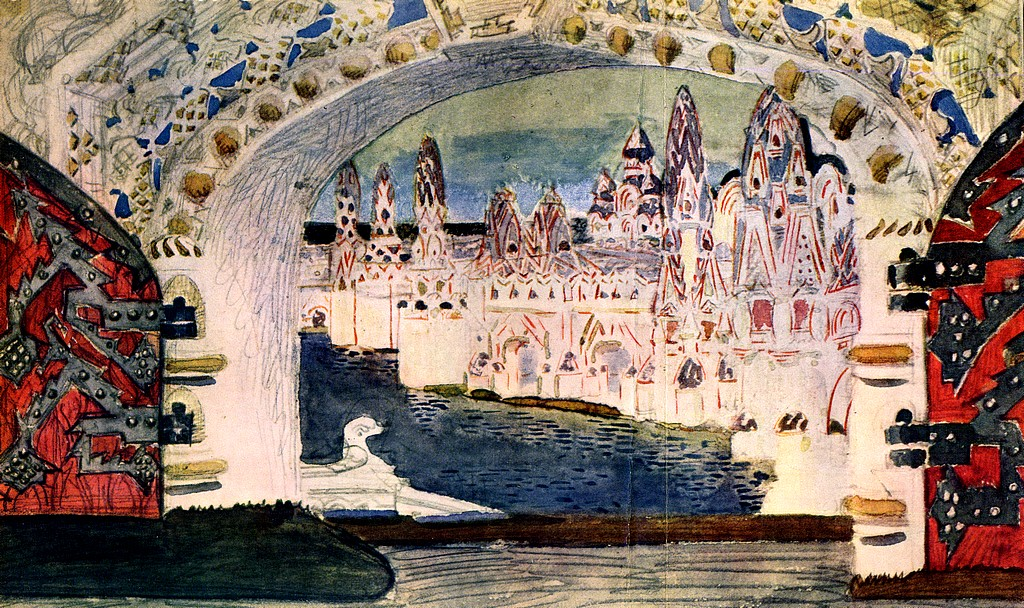
La ciutat de Ledenets entre els escenaris de Vrúbel.

El rostre de la princesa en el quadre de Vrúbel és secret, enigmàtic i també trist. El fons del quadre representa el crepuscle sobre la mar, amb una estreta franja de llum en l'horitzó on es posa el sol i una ciutat al lluny (la ciutat de Ledenets creada per Vrúbel per a l'escenari de l'òpera). El primer investigador seriós de l'obra de Vrúbel, el crític d'art Aleksandr Ivanov, va dir, referint-se al personatge de «El conte de la campanya d'Ígor»:
| « | No és la mateixa Verge del Ressentiment qui, segons un antic poema, “esquitxa les ales de cigne al mar blau” abans? (rus: Не сама ли то Дева-Обида, что, по слову древней поэмы, „плещет лебедиными крылами на синем море“ перед днями великих бедствий?) | » |

Però el quadre no és un simple retrat d'una actriu disfressada. És el mite encantador de la bellesa sublim i la seva manifestació en el món que es representa. En l'estètica simbolista, el cigne personifica la inspiració que pot elevar l'ànima i conduir-la al coneixement dels secrets i misteris de la vida. El pintor confereix trets demoníacs a aquesta princesa cigne que té una naturalesa dual. De fet, el cigne encarna dos elements: un fred i fosc com l'aigua del llac, l'altre clar i lluminós com el cel cap al qual vola. El pintor intenta capturar el moment en què la jove es transforma en cigne, a través d'una meravellosa metamorfosi de les seves formes, sota els raigs del sol ponent. El moment esquiu en el qual la imatge d'una princesa l'abandona i es torna irreal.

## Agraïment
El poeta Aleksandr Blok estimava molt aquest quadre i sempre en guardava una còpia en la seva oficina en Shakhmatovo, óblast de Moscou. Va inspirar un gran poema el subtítol del qual era «En memòria de Vrúbel» (rus: Памяти Врублея Pamiati Vrubelia).

## Esbossos

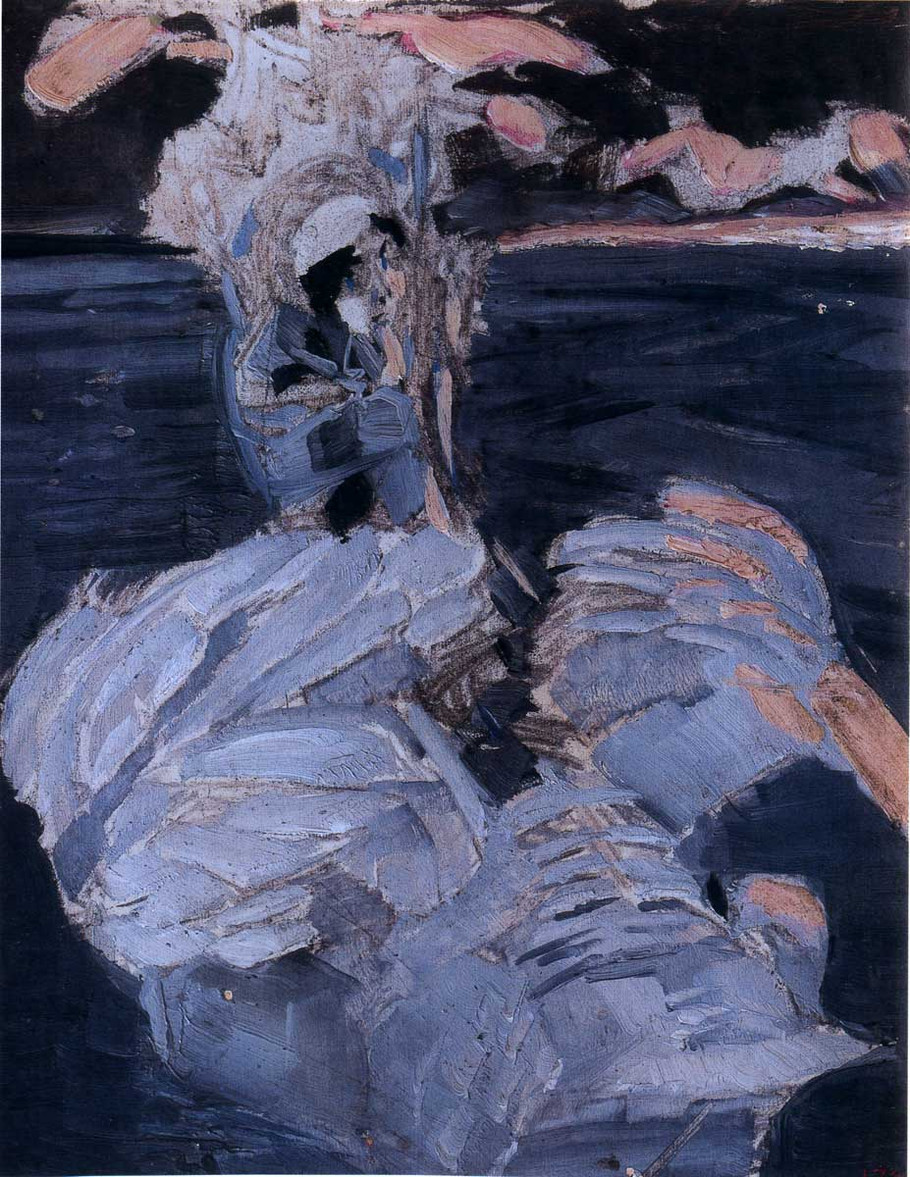
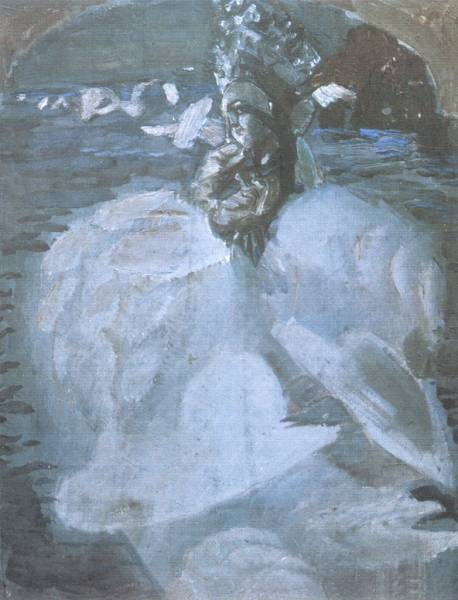
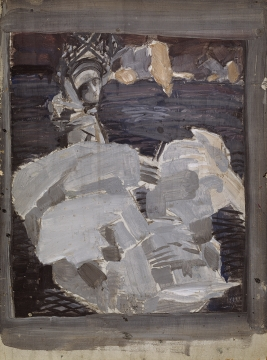